# Гидрид франция
Гидри́д фра́нция (моногидрид франция, водородистый франций) — бинарное химическое соединение водорода и щелочного металла франция с формулой FrH. В весовых количествах не получен ввиду высокой радиоактивности всех нуклидов франция. Однако существуют теоретические исследования молекулы этого соединения. Молярная масса FrH для наиболее долгоживущего изотопа (франций-223) составляет 224,028 г/моль.

## Физические свойства
Молекула гидрида франция, согласно квантовохимическим расчётам и экстраполяции свойств гидридов других щелочных металлов, имеет межъядерное расстояние 2,57 ангстрем, что выше, чем у всех других гидридов MeH; расчёты с учётом релятивистских эффектов приводят к уменьшению длины связи до 2,537 ангстрем (см. также, где рассчитаны колебательная частота и энергия диссоциации молекулы в основном состоянии). Расчётная энтальпия образования соединения ΔHo
f (298 K) = 26,5 ккал/моль. Расчётная энергия образования кристалла при нормальных условиях составляет 144—170 ккал/моль.

## Химические свойства
Предположительно чрезвычайно реакционноспособен, будучи подобным по свойствам гидриду цезия. Самопроизвольно разлагается под воздействием собственного излучения радиоактивного распада.